# Satan Met a Lady
Satan Met a Lady is een film uit 1936 onder regie van William Dieterle. De film is gebaseerd op het boek The Maltese Falcon van Dashiell Hammett.
Warner Brothers deed in 1936 een poging om The Maltese Falcon (1931) opnieuw uit te brengen. Toen de Production Code dit weigerde, maakte de studio daarom deze komedie om de populariteit van de versie uit 1931 te capitaliseren.

## Verhaal
Valerie Purvis is een jongedame die op zoek is naar mevrouw Barabbas. Op de trein naar San Francisco ontmoet ze detective Ted Shayne. Nadat ze leert wat zijn bezigheid is, vraagt ze om zijn hulp. Wanneer mevrouw Barabbas dit ontdekt doet ze een tegenaanbod. Nu zal Shayne Purvis' verblijfplaats moeten vinden. Daarnaast gaat hij op jacht naar een ramshoorn bezet met kostbare juwelen.

## Rolverdeling
| Acteur           | Personage       |
| ---------------- | --------------- |
| Bette Davis      | Valerie Purvis  |
| Warren William   | Ted Shayne      |
| Alison Skipworth | Madame Barabbas |
| Arthur Treacher  | Anthony Travers |
| Marie Wilson     | Miss Murgatroyd |
| Porter Hall      | Ames            |